# Bandera de Torrefarrera
La bandera oficial de Torrefarrera té la següent descripció:
Bandera apaïsada, de proporcions dos d'alt per tres de llarg, vermella, amb dues faixes iguals blanques de gruix 1/12 de l'alçària del drap i separades pel mateix gruix, la de baix posada a 1/12 de la vora inferior; amb un pal blanc, de gruix 1/9 de la llargària del mateix drap sobreposat al centre, i amb una creu de Malta blanca, d'alçària i amplària 1/6 de l'alçària del drap, posada a 3/36 de la vora de l'asta i a 1/12 de la superior.
Va ser aprovada el 5 de novembre de 2007 i publicada en el DOGC el 21 de novembre del mateix any amb el número 5013.